# 勝川春琳
勝川 春琳（かつかわ しゅんりん、生没年不詳）とは、江戸時代後期の浮世絵師。

## 来歴
勝川春英の門人とされる。本姓は坂尾、俗称冶右衛門。作画期は文化から文政にかけての頃で、摺物の作を残している。『諸家人名江戸方角分』によれば牛篭（牛込）山伏町に住んでいた。